# 细裂玉凤花
细裂玉凤花（学名：Habenaria leptoloba）为兰科玉凤花属下的一个种。

## 扩展阅读
- 維基物種上的相關：细裂玉凤花